# Shane Rose
Shane Rose, född den 24 april 1973 i Sydney i Australien, är en australisk ryttare.
Han tog OS-silver i lagtävlingen i fälttävlan i samband med de olympiska ridsporttävlingarna 2008 i Peking.